# أريدي منثني
أريدي منثني (الاسم العلمي:Aerides inflexa) هو نوع من النباتات يتبع جنس الأريدي من الفصيلة السحلبية.